# Čestmír Gregor
Čestmír Gregor (* 14. Mai 1926 in Brünn; † 2. März 2011 in Prag) war ein tschechischer Komponist und Musikwissenschaftler.

## Leben
Geboren als mittleres von drei Kindern des Komponisten und Musiktheoretikers Josef Gregor (1892–1957) mit Františka Gregorová, geb. Koldová, studierte Čestmír Gregor nach dem Gymnasium ab 1945 Komposition bei Jaroslav Kvapil am Brünner Konservatorium und später an der Janáček-Akademie für Musik und Darstellende Kunst Brünn (JAMU) sowie 1945–1947 Musikwissenschaft an der Masaryk-Universität Brünn. Er ließ sich zunächst freischaffend in Nový Jičín nieder, heiratete und bekam den Sohn Vít Gregor, der als Pianist bekannt wurde. 1959 übersiedelte er nach Ostrava, wo er Leiter der dortigen Musikabteilung des Tschechoslowakischen Rundfunks wurde. 1965–1970 ergänzte er seine fachliche Ausbildung durch weitere Studien bei Jan Kapr an der JAMU. Nach der Niederschlagung des Prager Frühlings durch Truppen des Warschauer Paktes verlor er seine Position beim Ostrauer Rundfunk, 1972 erhielt er ein einjähriges Publikationsverbot. Ab 1976 lebte er in Prag, wo er vor allem seiner kompositorischen Arbeit nachging. 
In seiner Musik ging Gregor einen den aktuellen politischen Strömungen weitgehend angepassten Weg, der dem Stalinismus der Nachkriegszeit und der Kulturpolitik des kommunistischen Regimes in der ČSSR bis zur Samtenen Revolution von 1989 Rechnung trug. Stilistisch repräsentiert er dadurch eine Ästhetik, die den vom früheren Regime postulierten Sozialistischen Realismus ebenso aufgreift wie Einflüsse der Musik von Igor Strawinsky, Vítězslav Novák, Alois Hába, des Jazz und später auch der europäischen Moderne seiner Zeit. Zahlreiche Werke wurden für den tschechoslowakischen Rundfunk eingespielt und auf Schallplatten veröffentlicht, Neuerscheinungen auf CD erfolgten nur vereinzelt.

## Kompositorisches Schaffen (Auswahl)

### Bühne
- Taumel. Ballettversion der Choreographischen Sinfonie, Libretto: Pavel Šmok (1963)
- Hitze oder wie wichtig es ist, (darin) schwimmen zu können. Ballettkomödie, Libretto: Vladimír Vašut (1978)
- Die professionelle Frau. Oper nach dem Roman von Vladimír Páral, Libretto: Čestmír Gregor (1983)

### Kantate
- Tschechischer Gesang nach Worten von Marie Pujmanová (1951)
- Kinder des Meeres. Volkstümliche Kantate nach Worten von Saint-Pol-Roux in der Übersetzung von Karel Čapek für gemischten Chor a cappella (1975)

### Orchester
- Warten. Sinfonische Dichtung (1942)
- 1. Sinfonietta (1942)
- Jazz-Sinfonie (1949)
- 1. Sinfonie „Über den Ruhm unseres Lebens“ (1950)
- Fröhliche Ouvertüre (1951)
- Wenn alle Mädchen der Welt. Sinfonisches Bild (Ursprünglicher Titel: Eine von uns, 1953)
- 2. Sinfonie „Erde und Menschheit“ (1953)
- Ich bitte ums Wort. Sinfonische Ouvertüre (1956)
- Polyfonietta (1961)
- Kinder des Dädalus. Sinfonische Dichtung (1961)
- Choreographische Sinfonie (3. Sinfonie) (1963)
- Wenn alle Männer der Welt. Sinfonische Ouvertüre (1963)
- 4. Sinfonie „Sinfonie meiner Stadt“ (1971–1973)
- 2. Sinfonietta (1976)
- 5. Sinfonie „Prager Nächte“ (1976–1977)
- Ich bin in den Krieg gezogen. Variationen über eine altfranzösische Ballade (1978)
- Sinfonische Metamorphosen über ein Blues-Thema (1986)
- 6. Sinfonie „Europa, Grenze des Jahrtausends“ (1998–1999)

### Kammerorchester
- Tragische Suite für kleines Orchester (1957)
- Suite für Streichorchester (1959)
- …sie ging auf Zehenspitzen davon. Porträt mit Hintergrund für Streichorchester (1998)

### Soloinstrument und Orchester
- Niemand ist allein. Rhapsodie für Klavier und Orchester (1955)
- Unheilvolle Serenade für Trompete und kleines Orchester (1956)
- Concerto semplice für Klavier und Orchester (1958)
- Konzert für Violine und Orchester (1965)
- Konzert für Violoncello und Orchester „Kompliment der Alltagsmusik“ (1974)
- Concerto da camera für Klarinette und Streichorchester (1977)
- Konzert für Klavier und Orchester (auch als „Concerto giocondo“ bezeichnet) (1979)

### Duo und Kammermusik
- Trio für Flöte, Viola und Bassklarinette (1959)
- Quartetto primo für Streichquartett (1965)
- Juni. Pastorale für Klarinette und Klavier (1975)
- Annehmlichkeiten für Violine und Klavier (1987)
- Sonate für Violine und Klavier [Nr. 2] (1989)
- Dolce vita. Drei Stücke für Viola und Klavier (1990)
- Drei Generationen für Streichquartett (1991)
- Sonate für Violine und Klavier [Nr. 1] (1998)
- Neigungen für Viola und Violoncello (2001)

### Klavier solo
- Olympia. Suite (1946)
- Experiment. Suite (1946)
- Sonata brevis (1946)
- Cinderella. Suite (1962)
- Sonata in tre tempi (1966)
- Hudbánky (Musikbücher) für kleine Pianisten (1993)
- Sonata in quattro tempi (2002)
- Mildernde Umstände. Suite (2003)
- Expromptu (2005)

### Lied
- Zwei launige Balladen für Sopran und Klavier (1975)

Weiters Lieder und Chöre für Partei-, Gewerkschafts- und Militärensembles, Tanzmusik, Schauspielmusik.